# أورلاندو إناموراتو
أورلاندو إناموراتو (بالإيطالية: Orlando Innamorato)‏ أو أورلاندو عاشقًا هي قصيدة ملحمية كتبها المؤلف الإيطالي من عصر النهضة الإيطالية ماتيو ماريا بوياردو. القصيدة رومانسية تدور حول الفارس البطولي أورلاندو (رولاند).

## روابط خارجية
- أورلاندو إناموراتو على موقع الموسوعة البريطانية (الإنجليزية)